# Alpine Ski-Juniorenweltmeisterschaften 2018
Die 37. Alpinen Ski-Juniorenweltmeisterschaften fanden vom 30. Januar bis 8. Februar 2018 in Davos in der Schweiz statt, genauer am Jakobshorn. Teilnahmeberechtigt waren die Jahrgänge 1997 bis 2001. Erfolgreichster Athlet war der Schweizer Marco Odermatt mit fünf Goldmedaillen.

## Herren

### Abfahrt

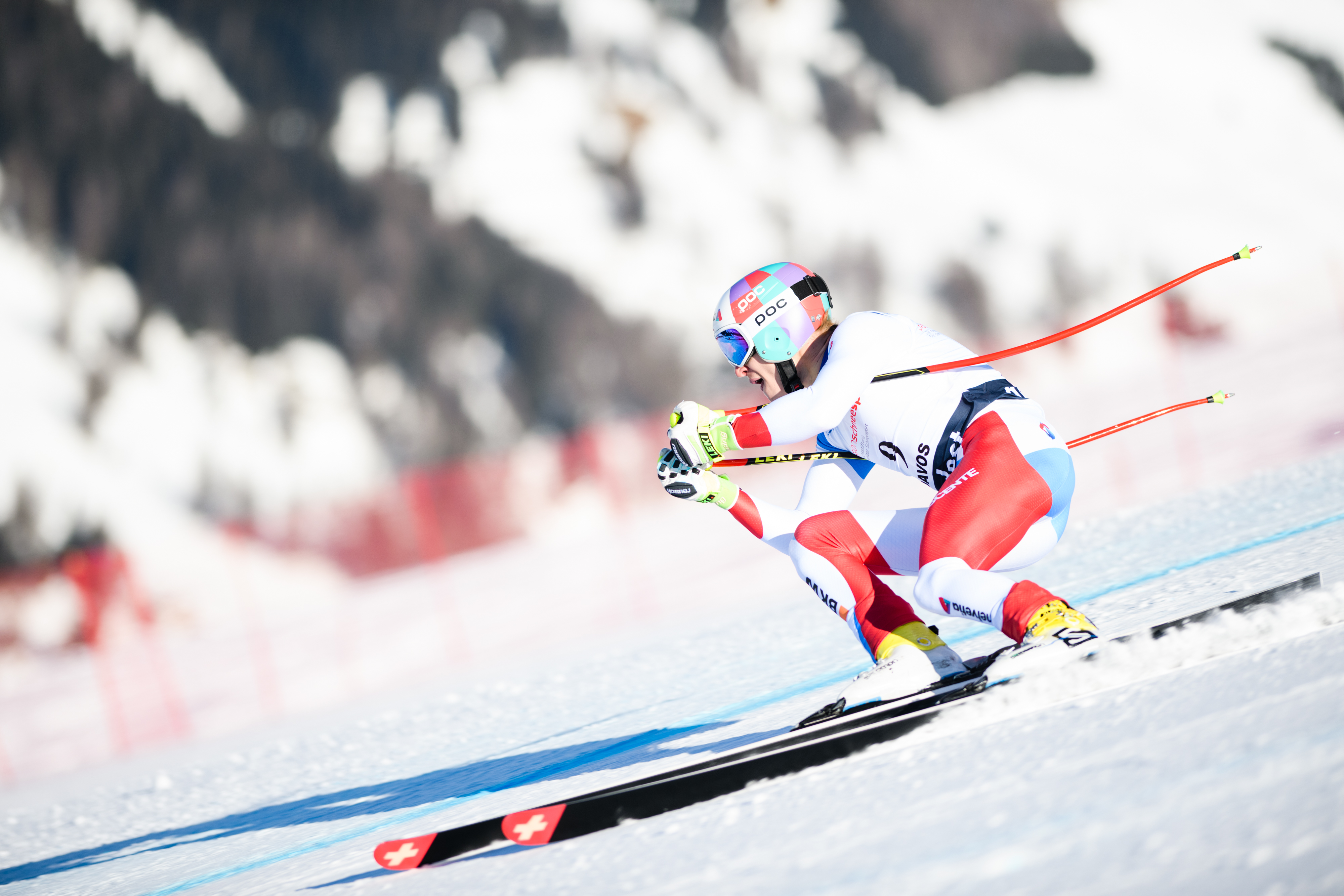
Marco Odermatt gewinnt die Abfahrt der Junioren-WM 2018

| Platz | Land | Sportler       | Zeit (min) |
| ----- | ---- | -------------- | ---------- |
| 1     | SUI  | Marco Odermatt | 2:20,18    |
| 2     | CAN  | Sam Mulligan   | 2:20,20    |
| 3     | SUI  | Lars Rösti     | 2:20,21    |
| 4     | SUI  | Semyel Bissig  | 2:20,45    |
| 5     | CZE  | Filip Forejtek | 2:20,46    |
| 6     | CAN  | Jeffrey Read   | 2:20,47    |

Datum: 31. Januar 
 Ort: Jakobshorn, Nord (Sprintabfahrt in zwei Läufen)

### Super-G
| Platz | Land | Sportler          | Zeit (min) |
| ----- | ---- | ----------------- | ---------- |
| 1     | SUI  | Marco Odermatt    | 1:07,59    |
| 2     | USA  | River Radamus     | 1:08,47    |
| 3     | USA  | Luke Winters      | 1:08,50    |
| 4     | SWE  | Johan Hagberg     | 1:08,77    |
| 5     | CAN  | Cameron Alexander | 1:08,89    |
| 6     | AUT  | Raphael Haaser    | 1:09,08    |

Datum: 2. Februar 
 Ort: Jakobshorn, Nord

### Riesenslalom

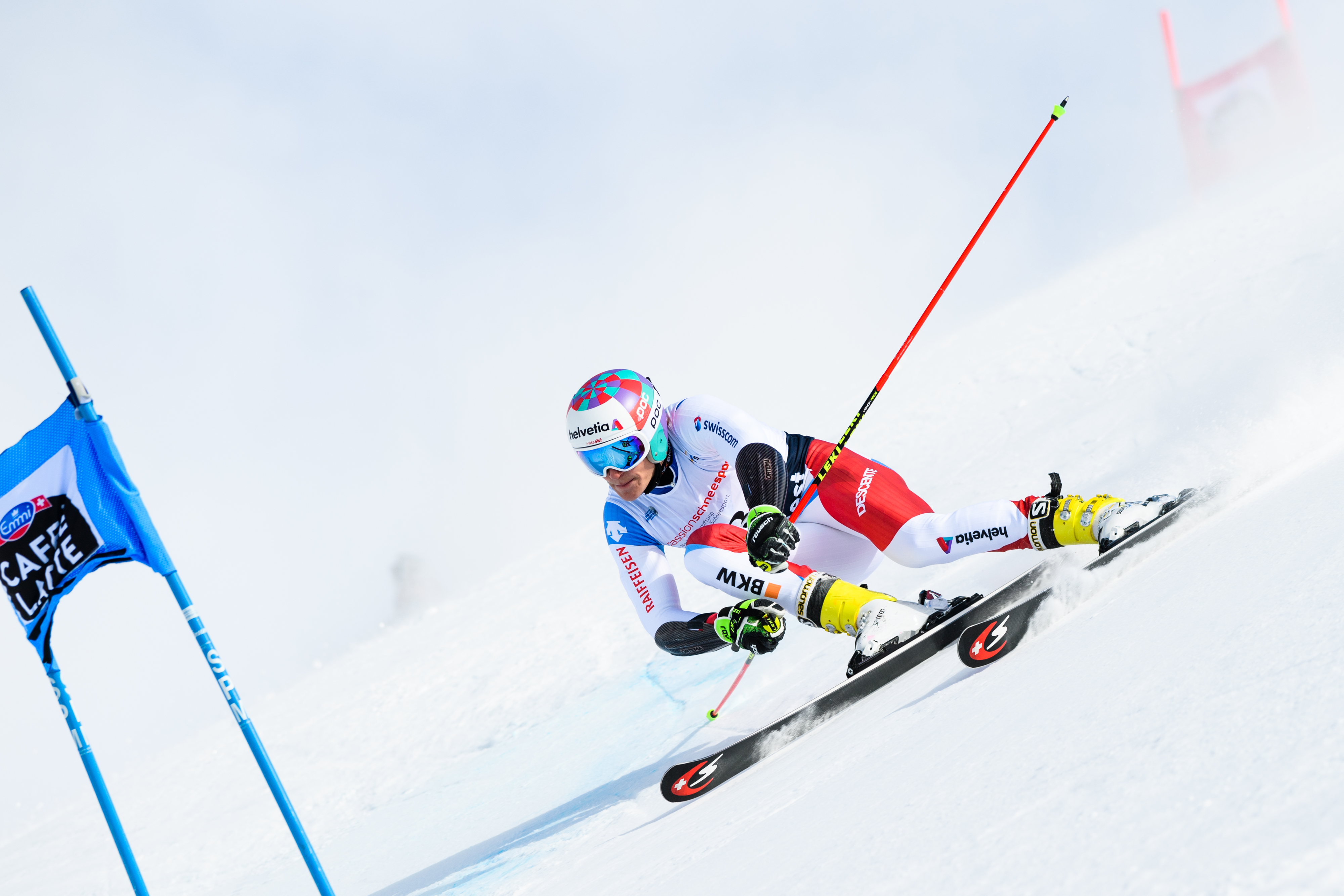
Marco Odermatt gewinnt den Riesenslalom der Junioren-WM 2018

| Platz | Land | Sportler             | Zeit (min) |
| ----- | ---- | -------------------- | ---------- |
| 1     | SUI  | Marco Odermatt       | 1:39,47    |
| 2     | AUT  | Fabio Gstrein        | 1:40,44    |
| 3     | BUL  | Albert Popow         | 1:40,79    |
| 4     | ITA  | Alex Vinatzer        | 1:41,14    |
| 5     | NOR  | Gustav Rosberg Vøllo | 1:41,42    |
| 6     | ITA  | Alberto Blengini     | 1:41,77    |

Datum: 6. Februar 
 Ort: Jakobshorn, Usser Isch

### Slalom
| Platz | Land | Sportler               | Zeit (min) |
| ----- | ---- | ---------------------- | ---------- |
| 1     | FRA  | Clément Noël           | 1:45,31    |
| 2     | ITA  | Alex Vinatzer          | 1:48,08    |
| 3     | NOR  | Joachim Jagge Lindstøl | 1:48,49    |
| 4     | AUT  | Fabio Gstrein          | 1:48,63    |
| 5     | SUI  | Semyel Bissig          | 1:48,92    |
| 6     | NOR  | Lucas Braathen         | 1:49,43    |

Datum: 7. Februar 
 Ort: Jakobshorn, Usser Isch

### Kombination
| Platz | Land | Sportler         | Zeit (min) |
| ----- | ---- | ---------------- | ---------- |
| 1     | SUI  | Marco Odermatt   | 2:01,77    |
| 2     | SUI  | Semyel Bissig    | 2:02,02    |
| 3     | AUT  | Raphael Haaser   | 2:02,67    |
| 4     | AUT  | Manuel Traninger | 2:03,24    |
| 5     | SUI  | Matthias Iten    | 2:03,41    |
| 6     | SUI  | Arnaud Boisset   | 2:03,68    |

Datum: 4. Februar 
 Super-G: Jakobshorn, Nord 
 Slalom: Jakobshorn, Usser Isch

## Damen

### Abfahrt
| Platz | Land | Sportlerin         | Zeit (min) |
| ----- | ---- | ------------------ | ---------- |
| 1     | NOR  | Kajsa Vickhoff Lie | 1:10,10    |
| 2     | SUI  | Juliana Suter      | 1:10,38    |
| 3     | RUS  | Julija Pleschkowa  | 1:10,65    |
| 4     | NOR  | Marte Berg Edseth  | 1:10,73    |
| 4     | AUT  | Julia Scheib       | 1:10,73    |
| 6     | SUI  | Noémie Kolly       | 1:10,76    |

Datum: 8. Februar 
 Ort: Jakobshorn, Nord (Sprintabfahrt)

### Super-G
| Platz | Land | Sportlerin         | Zeit (min) |
| ----- | ---- | ------------------ | ---------- |
| 1     | NOR  | Kajsa Vickhoff Lie | 1:12,22    |
| 2     | AUT  | Franziska Gritsch  | 1:12,27    |
| 3     | SUI  | Stephanie Jenal    | 1:12,85    |
| 4     | USA  | Tricia Mangan      | 1:12,96    |
| 5     | AUT  | Julia Scheib       | 1:13,23    |
| 6     | NOR  | Marte Monsen       | 1:13,29    |

Datum: 4. Februar 
 Ort: Jakobshorn, Nord

### Riesenslalom
| Platz | Land | Sportler              | Zeit (min) |
| ----- | ---- | --------------------- | ---------- |
| 1     | AUT  | Julia Scheib          | 1:39,66    |
| 2     | AUT  | Katharina Liensberger | 1:39,79    |
| 3     | FIN  | Riikka Honkanen       | 1:40,60    |
| 4     | SUI  | Aline Danioth         | 1:40,75    |
| 5     | NOR  | Marte Monsen          | 1:41,08    |
| 6     | NOR  | Marte Berg Edseth     | 1:41,09    |

Datum: 30. Januar 
 Ort: Jakobshorn, Usser Isch

### Slalom
| Platz | Land | Sportlerin        | Zeit (min) |
| ----- | ---- | ----------------- | ---------- |
| 1     | SLO  | Meta Hrovat       | 1:46,51    |
| 2     | AUT  | Franziska Gritsch | 1:47,23    |
| 3     | SUI  | Aline Danioth     | 1:47,76    |
| 4     | USA  | Katie Hensien     | 1:48,47    |
| 5     | ITA  | Martina Peterlini | 1:49,55    |
| 6     | SWE  | Sara Rask         | 1:49,65    |

Datum: 31. Januar 
 Ort: Jakobshorn, Usser Isch

### Kombination
| Platz | Land | Sportlerin                 | Zeit (min) |
| ----- | ---- | -------------------------- | ---------- |
| 1     | SUI  | Aline Danioth              | 2:03,41    |
| 2     | SLO  | Meta Hrovat                | 2:03,97    |
| 3     | AUT  | Franziska Gritsch          | 2:04,57    |
| 4     | AUT  | Lisa Grill                 | 2:05,23    |
| 5     | NOR  | Kajsa Vickhoff Lie         | 2:05,28    |
| 6     | GER  | Katrin Hirtl-Stanggaßinger | 2:05,29    |

Datum: 5. Februar 
 Super-G: Jakobshorn, Nord 
 Slalom: Jakobshorn, Usser Isch

## Mannschaftswettbewerb
| Platz | Land | Sportler                                                                |
| ----- | ---- | ----------------------------------------------------------------------- |
| 1     | SUI  | Semyel Bissig, Aline Danioth, Marco Odermatt, Camille Rast              |
| 2     | NOR  | Lucas Braathen, Kajsa Vickhoff Lie, Joachim Jagge Lindstøl, Kaja Norbye |
| 3     | AUT  | Franziska Gritsch, Fabio Gstrein, Simon Rueland, Julia Scheib           |

Datum: 3. Februar 
 Ort: Bolgen

## Medaillenspiegel
| Platz | Land               | Gold | Silber | Bronze | Gesamt |
| ----- | ------------------ | ---- | ------ | ------ | ------ |
| 1     | Schweiz            | 6    | 2      | 3      | 11     |
| 2     | Norwegen           | 2    | 1      | 1      | 4      |
| 3     | Österreich         | 1    | 4      | 3      | 8      |
| 4     | Slowenien          | 1    | 1      | –      | 2      |
| 5     | Frankreich         | 1    | –      | –      | 1      |
| 6     | Vereinigte Staaten | –    | 1      | 1      | 2      |
| 7     | Kanada             | –    | 1      | –      | 1      |
| 7     | Italien            | –    | 1      | –      | 1      |
| 9     | Bulgarien          | –    | –      | 1      | 1      |
| 9     | Finnland           | –    | –      | 1      | 1      |
| 9     | Russland           | –    | –      | 1      | 1      |